# Handtas

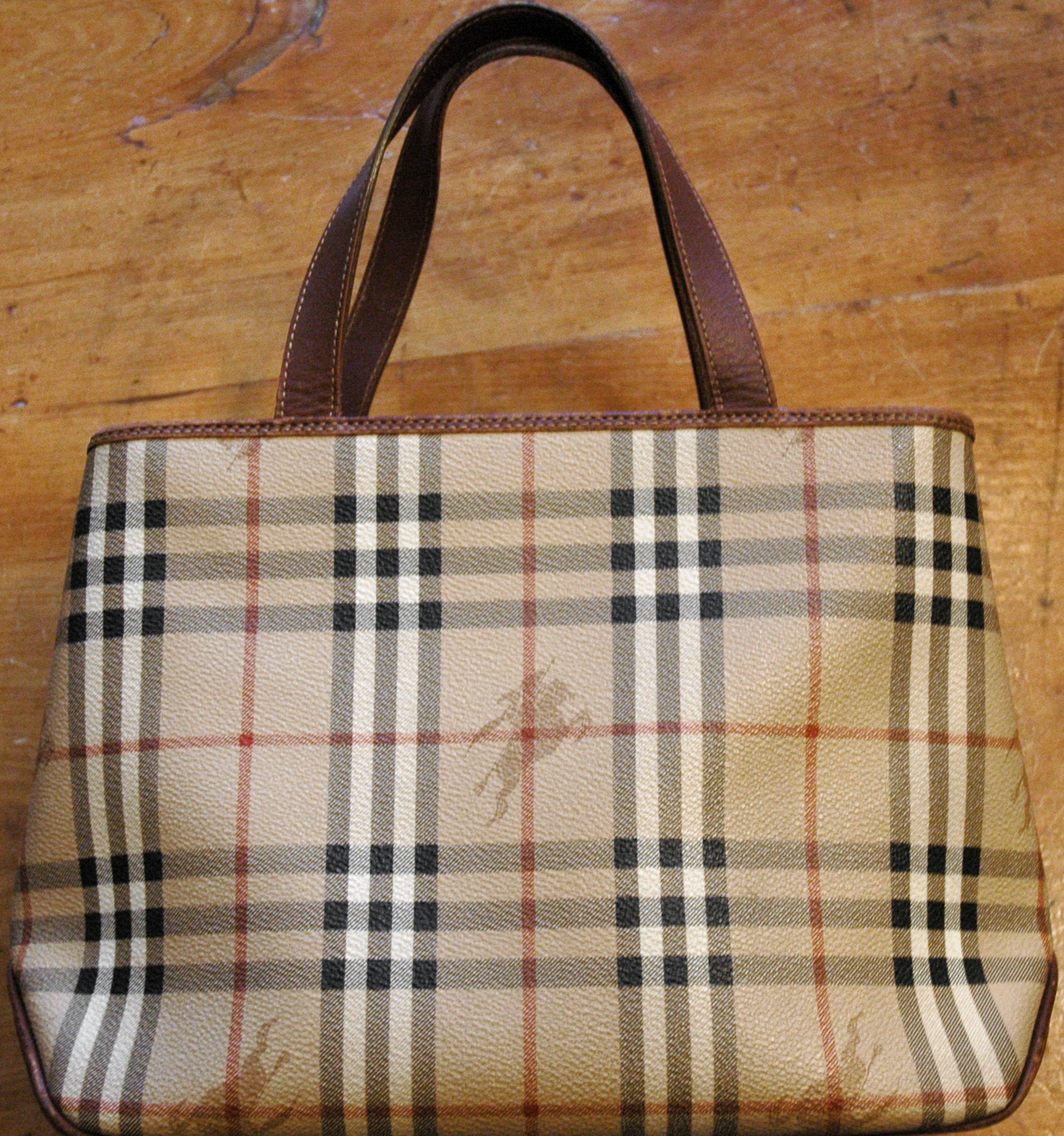
Een handtas van Burberry

Een handtas (in Vlaanderen ook wel sacoche genoemd) is een kleine tas waarin men dagelijkse spullen kan vervoeren. Handtassen worden vooral gebruikt door vrouwen.
Hoewel handtassen er zijn in vele soorten en maten, hebben ze met elkaar gemeen dat ze relatief klein zijn, maar vaak toch groot genoeg om er veel kleine spullen in te vervoeren.

## Geschiedenis
De voorloper van de moderne handtas was de geldbuidel, welke later ook gebruikt werd om persoonlijke bezittingen zoals documenten, zakdoekje en cosmetica in mee te nemen.

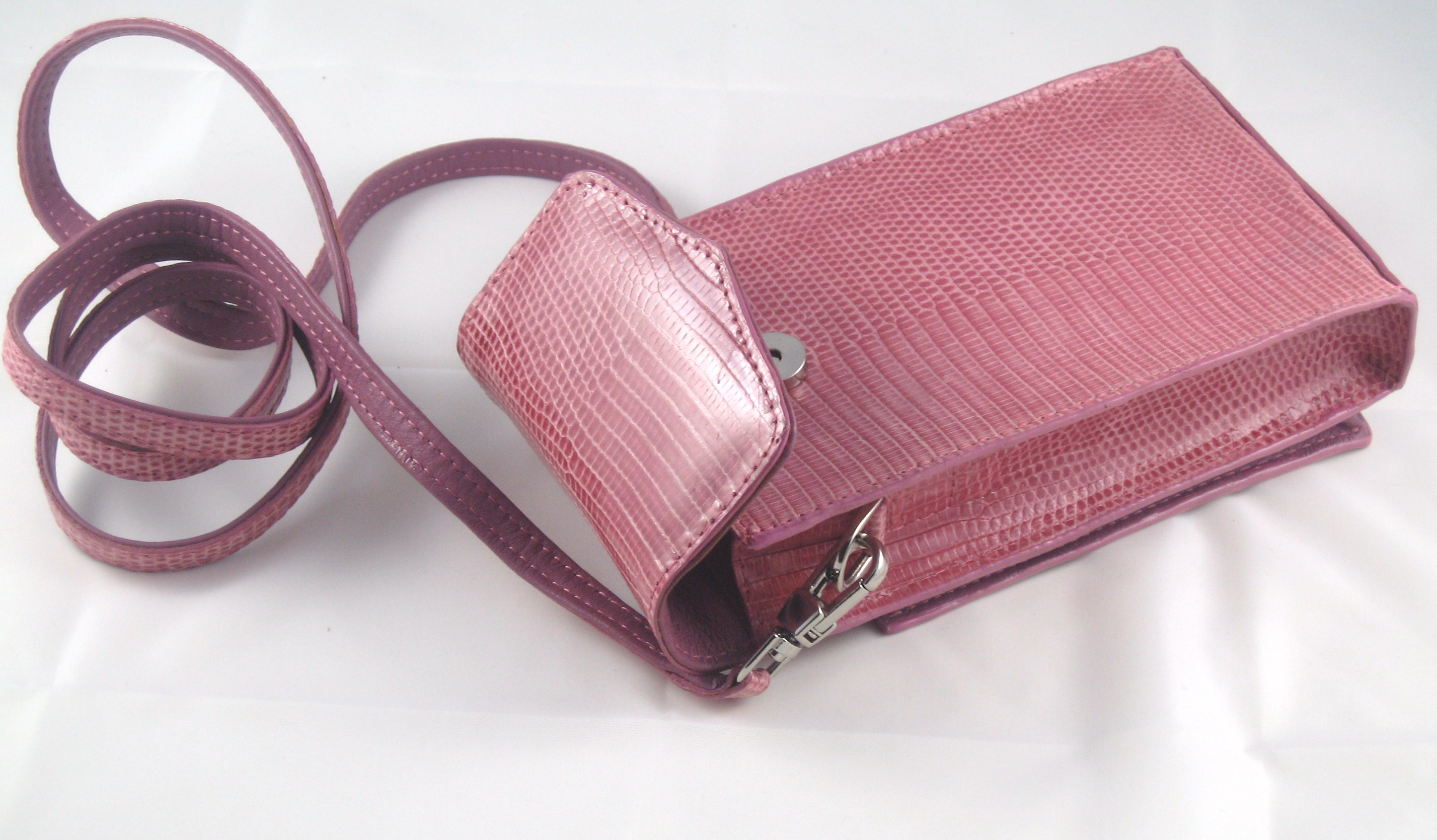
Tas van iPurse

In de Romeinse tijd bestonden er nog geen handtassen. Destijds werden bezittingen vervoerd in glazen potten voorzien van een koord of een handvat. In de Middeleeuwen droegen zowel mannen als vrouwen bij het reizen tassen over de schouder of aan de gordel. Deze werden geld- of bedeltassen genoemd. Toch bestond in de Middeleeuwen het gilde van tassenmakers al. Naast beurzen en geldbuidels brachten zij ook tassen op de markt die veel doen denken aan de handtas van tegenwoordig. Het was een tas voorzien van een frame of een beugel. Aan het eind van de 15e eeuw werd deze tas vervangen door een grotere afsluitbare buideltas. Nadeel van deze tas was de afmeting. Hij viel erg op en werd daardoor nogal vaak gestolen. Er kwam een handzamer versie voorzien van een slot en vervaardigd van leer of geborduurde stoffen. Naast in de hand, werden deze tasjes ook aan de gordel gedragen.
In de 17e eeuw waren vooral met zilver of goud geborduurde stoffen tassen populair. In Engeland had je ook de ‘budget’, een op een aktetas lijkende handtas die voornamelijk voor documenten werd gebruikt. In de 18e eeuw werd het de gewoonte om doosjes aan kettinkjes mee te dragen. Deze werden aan het oog onttrokken door de ruimvallende kleding. In de 19e eeuw veranderde dit weer helemaal. De kleding werd nauwsluitend en voor de doosjes was geen ruimte meer. Daarvoor in de plaats kwam de zogenaamde ‘reticule’, een tasje gemaakt van papier-maché. Later werden deze ook gemaakt van metaal en leer. Vanaf dit moment is de handtas geboren.
In de 20e eeuw verandert er veel. Eerst door de Eerste Wereldoorlog, in deze tijd ging gebruiksvriendelijkheid boven elegantie. Na de Eerste Wereldoorlog kwam de hang naar elegantie weer terug. Er kwamen weer chique avondtasjes en de tassen voor dagelijks gebruik werden wederom gemaakt van leer. Deze tassen waren gebaseerd op het ouderwetse beugelmodel. Voornamelijk in Duitsland ontwikkelde zich een hele tassenindustrie. Naast de beugeltas werd in de jaren 20 ook de enveloppetas populair. Tijdens de Tweede Wereldoorlog doet eenvoud wederom zijn intrede, er wordt vooral gebruikgemaakt van grote simpele tassen. Na de Tweede Wereldoorlog worden tassen opnieuw van leer, maar ook van imitatieleer gemaakt. Er komen allerlei modellen op de markt, traditionele modellen maar ook geheel nieuwe ontwerpen zien het levenslicht. De handtas verschijnt in vele vormen, er komen dokterstassen, folklore tassen, retrotassen en zelfs tassen met binnenverlichting. De handtas gaat ook steeds meer het modebeeld volgen, zeker als de grote modehuizen ook tassen op de markt gaan brengen.

## Tijdloos
Tassen zijn zeker niet tijdloos. Het is een modeartikel, dat bij voorkeur ook bij de kleding moet passen. De huidige handtassen zijn voorzien van extra vakjes voor bijvoorbeeld een mobiele telefoon, die er vroeger uiteraard niet in zaten. Ondanks dat tassen dus vaak mee gaan met de mode en één persoon daarom meerdere tassen kan hebben, zijn er ook uitzonderlijk dure exemplaren, zoals de Birkin (tas).